# Sandra Afrika
Sandra Afrika (geboren Sandra Prodanović; * 1. April 1988 in Belgrad, SFR Jugoslawien, heute Serbien) ist eine serbische Turbofolk- und Popsängerin.
Sie war vor ihrer Entdeckung eine der Background-Tänzerinnen bei Konzerten und TV-Auftritten des bosnisch-serbischen Sängers Mile Kitić.

## Diskografie

### Alben
- 2011: Afrika
- 2024: Zaboravljena Lutka

### EPs
- 2017: Pijana

### Singles (Auswahl)
| - 2011: Crni Mile - 2012: Divlja Jagoda - 2012: Abrakadabra - 2012: Neko Će Mi Noćas Napraviti Sina - 2013: Devojka Tvog Druga (mit Costi) - 2014: Oči Plave (mit Saša Kapor) - 2014: 300 čuda (mit Marko Vanilla) - 2014: Bye Bye (mit Costi) - 2014: Haljina Bez Leđa (mit MC Stojan) - 2014: Devojački San (mit Costi) - 2015: Pozovi Ga Ti (mit Goca Tržan) - 2015: Usne Bez Karmina - 2015: Ljubav Stara - 2016: Šarala, Varala (mit Oskar Savić) - 2016: Loša u Krevetu - 2016: Koliko Volim Te | - 2016: Mojito - 2016: Adio (mit DJ Denial X) - 2016: Nevaljala (mit Vuk Mob) - 2017: Buduće Bivše - 2017: Dijabole - 2018: Deža Vu (mit Đani & Costi) - 2018: Znam da preteram (mit Costi) - 2018: Impozantno - 2019: SOS (mit Rasta & Balkaton Gang) - 2020: Loše Loše - 2021: Hej Srce - 2022: Pun Mesec - 2022: Turbulencija (mit Costi) - 2024: Skote Moj (mit Emir Đulović) - 2024: Cak Cak (mit MC Stojan) - 2024: Dijabole |